# Chromatonotus melandryoides
Chromatonotus melandryoides är en kackerlacksart som först beskrevs av Walker, F. 1868.  Chromatonotus melandryoides ingår i släktet Chromatonotus och familjen småkackerlackor. Inga underarter finns listade i Catalogue of Life.